# L’Emprise
L’Emprise – dwunasty album studyjny francuskiej piosenkarki Mylène Farmer, wydany 25 listopada 2022 roku przez Stuffed Monkey. Album zadebiutował na pierwszym miejscu list przebojów Belgii, Francji i Szwajcarii.

## Lista utworów
| Nr  | Tytuł utworu                      | Autorzy                                                        | Długość |
| --- | --------------------------------- | -------------------------------------------------------------- | ------- |
| 1.  | „Invisibles”                      | Mylène Farmer, Yoann Lemoine                                   | 3:35    |
| 2.  | „À tout jamais”                   | Mylène Farmer, Yoann Lemoine                                   | 3:46    |
| 3.  | „Que l’aube est belle”            | Mylène Farmer, Yoann Lemoine                                   | 5:08    |
| 4.  | „L’Emprise”                       | Mylène Farmer, Yoann Lemoine                                   | 3:54    |
| 5.  | „Do You Know Who I Am”            | Mylène Farmer, Darius Keeler                                   | 4:03    |
| 6.  | „Rallumer les étoiles”            | Mylène Farmer, Moby                                            | 4:24    |
| 7.  | „Rayon vert”                      | Olivier Coursier, Simon Buret                                  | 3:45    |
| 8.  | „Ode à l’apesanteur”              | Mylène Farmer, Yoann Lemoine                                   | 3:32    |
| 9.  | „Que je devienne…”                | Mylène Farmer, Yoann Lemoine                                   | 4:14    |
| 10. | „Ne plus renaître”                | Mylène Farmer, Darius Keeler                                   | 6:06    |
| 11. | „D’un autre part”                 | Mylène Farmer, Tanguy Destable, Yoann Lemoine                  | 3:12    |
| 12. | „Bouteille à la mer”              | Mylène Farmer, Armen Paul, Dimitri Ehrlich, Moby, Pete Gordeno | 4:16    |
| 13. | „Rayon vert” (Version piano voix) | Olivier Coursier, Simon Buret                                  | 3:12    |
| 14. | „Invisibles” (Version piano voix) | Mylène Farmer, Yoann Lemoine                                   | 3:32    |
|     |                                   |                                                                | 56:39   |

## Notowania
| Notowanie (2022)                       | Najwyższa pozycja |
| -------------------------------------- | ----------------- |
| Belgia (Ultratop 200 Albums, Flandria) | 47                |
| Belgia (Ultratop 200 Albums, Wallonia) | 1                 |
| Francja (SNEP)                         | 1                 |
| Szwajcaria (Alben Top 100)             | 1                 |

| Notowanie (2022)           | Pozycja |
| -------------------------- | ------- |
| Szwajcaria (Alben Top 100) | 68      |

## Certyfikaty
| Kraj           | Certyfikat      | Sprzedaż |
| -------------- | --------------- | -------- |
| Francja (SNEP) | Platynowa płyta | 100 000  |